# 裸のままで
「裸のままで」（はだかのままで）は、日本のロックバンド・スピッツの楽曲。1993年7月25日にポリドールより通算6作目のシングルとして発売。

## 概要
4thアルバム『Crispy!』からの先行シングル。アレンジャー、プロデューサーに笹路正徳を迎えた最初のシングルである。それまでスピッツと共にプロデュースとクレジットされていた、スピッツの所属事務所「ロード & スカイ」の社長高橋信彦は、この作品以後はエグゼクティブプロデューサーとしてクレジットされるようになる。
ファンクを取り入れた軽快なリズムで、サックスなどの管楽器も入っており、また、初めて「愛してる」という単語を歌詞に入れるなど、大々的なポップチューンとして仕上げられている。「夏の魔物」のカップリング曲「ニノウデの世界」と同様に、この曲もFM802のヘビーローテーションとなった。デビューシングル「ヒバリのこころ」以来、久々にPVを制作。撮影は監督竹内鉄郎の母校・和光大学で行われた。
CDジャケットのタイトル、アーティスト名が他のスピッツのシングルに比べ非常に小さいため、パッケージの外袋には大きなハート型のステッカーが貼り付けられており、タイトルを大きく表示させていた。
当時、草野が「これならミリオンいく」と自信作として出したシングルであるが、結果的には前作までと同様、オリコンチャート入りを果たせなかった。
カップリングの「心の底から」も口笛などを取り入れた軽快なナンバーで、「裸のままで」同様に歌詞に「愛してる」という言葉を使っている。

## 収録曲
1. 裸のままで（作詞・作曲／草野正宗、編曲／笹路正徳 & スピッツ）
収録アルバム：『Crispy!』、『CYCLE HIT 1991-1997 Spitz Complete Single Collection』
2. 心の底から（作詞・作曲／草野正宗、編曲／笹路正徳 & スピッツ）
収録アルバム：『花鳥風月』

## 演奏
- 草野マサムネ: Vocals, Acoustic Guitars,Guitars
- 三輪テツヤ: Guitars
- 田村明浩: Bass
- 﨑山龍男: Drums, Percussion

裸のままで
- 笹路正徳: Keyboards
- 篠崎ストリングス: Strings
- 平原まこと: Saxophones

心の底から
- 笹路正徳: Keyboards
- 平原まこと: Saxophone
- 上柴はじめ: Whistle
- 藤井理央: Programming